# Första omgången av Copa Libertadores 2013
Den första omgången av Copa Libertadores 2013 spelades mellan den 22 januari och 31 januari 2013 och bestod av tolv lag. De tolv lagen spelade dubbelmöten mot varandra där sex vinnare gick vidare till den andra omgången av Copa Libertadores 2013 (gruppspelet). Lagen lottades i Luque, Paraguay, på CONMEBOL Convention Centre den 21 december 2012 klockan 11 lokal tid (UTC-4). De deltagande lagen var de sämst rankade lagen från varje deltagande land, förutom Brasilien, där de två säsmt rankade lagen fick spela den första omgången.

## Matcher
Den första matchen i dubbelmöten spelades mellan den 22 och den 24 januari och den andra matchen spelades mellan den 29 och den 31 januari 2013.
| Första omgången – 12 deltagande klubblag | Första omgången – 12 deltagande klubblag | Första omgången – 12 deltagande klubblag | Första omgången – 12 deltagande klubblag | Första omgången – 12 deltagande klubblag |
| ---------------------------------------- | ---------------------------------------- | ---------------------------------------- | ---------------------------------------- | ---------------------------------------- |
| Lag 1                                    | Totalt                                   | Lag 2                                    | Möte 1                                   | Möte 2                                   |
| Tigre                                    | 5–1                                      | Deportivo Anzoátegui                     | 2–1                                      | 3–0                                      |
| LDU Quito                                | 1–1                                      | Grêmio                                   | 1–0                                      | 0–1                                      |
| Deportes Tolima                          | 2–1                                      | Universidad César Vallejo                | 1–0                                      | 1–1                                      |
| Defensor Sporting                        | 0–2                                      | Olimpia                                  | 0–0                                      | 0–2                                      |
| São Paulo                                | 8–4                                      | Bolívar                                  | 0–5                                      | 4–3                                      |
| León                                     | 2–2 (2–4 str.)                           | Iquique                                  | 1–1                                      | 1–1                                      |

### Matchpar M1: Anzoátegui–Tigre
|             | 22 januari 2013 | Tigre                      | 2–1           | Deportivo Anzoátegui | Estadio José Dellagiovanna, Buenos Aires |                                    |
| 20:15 UTC−3 | 20:15 UTC−3     | Peñalba 66′ Leguizamón 76′ | (0–1) Rapport | Caggiano 38′         | Domare: Carlos Amarilla (Paraguay)       | Domare: Carlos Amarilla (Paraguay) |
| 20:15 UTC−3 | 20:15 UTC−3     |                            |               |                      | Domare: Carlos Amarilla (Paraguay)       | Domare: Carlos Amarilla (Paraguay) |
| 20:15 UTC−3 | 20:15 UTC−3     |                            |               |                      | Domare: Carlos Amarilla (Paraguay)       | Domare: Carlos Amarilla (Paraguay) |

|                | 29 januari 2013 | Deportivo Anzoátegui | 0–3           | Tigre                               | Estadio José Antonio Anzoátegui, Puerto la Cruz |                                  |
| 17:45 UTC−4:30 | 17:45 UTC−4:30  |                      | (0–1) Rapport | Botta 8′ Santander 74′ Maggiolo 88′ | Domare: Martín Vázquez (Uruguay)                | Domare: Martín Vázquez (Uruguay) |
| 17:45 UTC−4:30 | 17:45 UTC−4:30  |                      |               |                                     | Domare: Martín Vázquez (Uruguay)                | Domare: Martín Vázquez (Uruguay) |
| 17:45 UTC−4:30 | 17:45 UTC−4:30  |                      |               |                                     | Domare: Martín Vázquez (Uruguay)                | Domare: Martín Vázquez (Uruguay) |

### Matchpar M2: Grêmio-Quito
|             | 23 januari 2013 | LDU Quito  | 1–0           | Grêmio | Estadio Casa Blanca, Quito       |                                  |
| 19:00 UTC−5 | 19:00 UTC−5     | Feraud 76′ | (0–0) Rapport |        | Domare: Wilmar Roldán (Colombia) | Domare: Wilmar Roldán (Colombia) |
| 19:00 UTC−5 | 19:00 UTC−5     |            |               |        | Domare: Wilmar Roldán (Colombia) | Domare: Wilmar Roldán (Colombia) |
| 19:00 UTC−5 | 19:00 UTC−5     |            |               |        | Domare: Wilmar Roldán (Colombia) | Domare: Wilmar Roldán (Colombia) |

|             | 30 januari 2013 | Grêmio                                                 | 1–0                      | LDU Quito                                  | Arena do Grêmio, Porto Alegre                   |                                                 |
| 22:00 UTC−2 | 22:00 UTC−2     | Elano 62′                                              | (0–0) Rapport            |                                            | Publik: 41 461 Domare: Saúl Laverni (Argentina) | Publik: 41 461 Domare: Saúl Laverni (Argentina) |
| 22:00 UTC−2 | 22:00 UTC−2     |                                                        |                          |                                            | Publik: 41 461 Domare: Saúl Laverni (Argentina) | Publik: 41 461 Domare: Saúl Laverni (Argentina) |
| 22:00 UTC−2 | 22:00 UTC−2     | André Lima Saimon Willian José Pará Vargas Alex Telles | Straffsparksläggning 5–4 | Saritama Vitti Reasco Vélez Canuto Morante | Publik: 41 461 Domare: Saúl Laverni (Argentina) | Publik: 41 461 Domare: Saúl Laverni (Argentina) |

### Matchpar M3: César Vallejo–Tolima
|             | 24 januari 2013 | Deportes Tolima | 1–0           | Universidad César Vallejo | Estadio Manuel Murillo Toro, Ibagué |                               |
| 19:15 UTC−5 | 19:15 UTC−5     | Leichtweis 58′  | (0–0) Rapport |                           | Domare: Juan Soto (Venezuela)       | Domare: Juan Soto (Venezuela) |
| 19:15 UTC−5 | 19:15 UTC−5     |                 |               |                           | Domare: Juan Soto (Venezuela)       | Domare: Juan Soto (Venezuela) |
| 19:15 UTC−5 | 19:15 UTC−5     |                 |               |                           | Domare: Juan Soto (Venezuela)       | Domare: Juan Soto (Venezuela) |

|             | 31 januari 2013 | Universidad César Vallejo | 1–1           | Deportes Tolima | Estadio Mansiche, Trujillo         |                                    |
| 19:45 UTC−5 | 19:45 UTC−5     | Quinteros 45′             | (1–0) Rapport | Monsalvo 86′    | Domare: Leandro Vuaden (Brasilien) | Domare: Leandro Vuaden (Brasilien) |
| 19:45 UTC−5 | 19:45 UTC−5     |                           |               |                 | Domare: Leandro Vuaden (Brasilien) | Domare: Leandro Vuaden (Brasilien) |
| 19:45 UTC−5 | 19:45 UTC−5     |                           |               |                 | Domare: Leandro Vuaden (Brasilien) | Domare: Leandro Vuaden (Brasilien) |

### Matchpar M4: Olimpia–Defensor
|             | 24 januari 2013 | Defensor Sporting | 0–0           | Olimpia | Estadio Luis Franzini, Montevideo |                                |
| 20:00 UTC−2 | 20:00 UTC−2     |                   | (0–0) Rapport |         | Domare: Diego Abal (Argentina)    | Domare: Diego Abal (Argentina) |
| 20:00 UTC−2 | 20:00 UTC−2     |                   |               |         | Domare: Diego Abal (Argentina)    | Domare: Diego Abal (Argentina) |
| 20:00 UTC−2 | 20:00 UTC−2     |                   |               |         | Domare: Diego Abal (Argentina)    | Domare: Diego Abal (Argentina) |

|             | 31 januari 2013 | Olimpia                 | 2–0           | Defensor Sporting | Estadio Defensores del Chaco, Asunción |                                 |
| 19:15 UTC−3 | 19:15 UTC−3     | Ferreyra 35′ Aranda 60′ | (1–0) Rapport |                   | Domare: Héber Lopes (Brasilien)        | Domare: Héber Lopes (Brasilien) |
| 19:15 UTC−3 | 19:15 UTC−3     |                         |               |                   | Domare: Héber Lopes (Brasilien)        | Domare: Héber Lopes (Brasilien) |
| 19:15 UTC−3 | 19:15 UTC−3     |                         |               |                   | Domare: Héber Lopes (Brasilien)        | Domare: Héber Lopes (Brasilien) |

### Matchpar M5: Bolívar–São Paulo
|             | 23 januari 2013 | São Paulo                                                             | 5–0           | Bolívar | Estádio do Murumbi, São Paulo                  |                                                |
| 22:00 UTC−2 | 22:00 UTC−2     | Osvaldo 8′ Luís Fabiano 21′, 45+2′ Jádson 60′ Rogério Ceni 63′ (str.) | (3–0) Rapport |         | Publik: 41 838 Domare: Roberto Silva (Uruguay) | Publik: 41 838 Domare: Roberto Silva (Uruguay) |
| 22:00 UTC−2 | 22:00 UTC−2     |                                                                       |               |         | Publik: 41 838 Domare: Roberto Silva (Uruguay) | Publik: 41 838 Domare: Roberto Silva (Uruguay) |
| 22:00 UTC−2 | 22:00 UTC−2     |                                                                       |               |         | Publik: 41 838 Domare: Roberto Silva (Uruguay) | Publik: 41 838 Domare: Roberto Silva (Uruguay) |

|             | 30 januari 2013 | Bolívar                                   | 4–3           | São Paulo                         | Estadio Hernando Siles, La Paz   |                                  |
| 20:00 UTC−4 | 20:00 UTC−4     | Ferreira 38′, 75′ (str.) Cabrera 59′, 69′ | (1–3) Rapport | Fabiano 2′ Jádson 16′ Osvaldo 35′ | Domare: Wilmar Roldán (Colombia) | Domare: Wilmar Roldán (Colombia) |
| 20:00 UTC−4 | 20:00 UTC−4     |                                           |               |                                   | Domare: Wilmar Roldán (Colombia) | Domare: Wilmar Roldán (Colombia) |
| 20:00 UTC−4 | 20:00 UTC−4     |                                           |               |                                   | Domare: Wilmar Roldán (Colombia) | Domare: Wilmar Roldán (Colombia) |

### Matchpar M6: Iquique–León
|             | 22 januari 2013 | León    | 1–1           | Deportes Iquique | Estadio León, León              |                                 |
| 19:45 UTC−6 | 19:45 UTC−6     | Maz 88′ | (0–1) Rapport | Díaz 4′          | Domare: Héber Lopes (Brasilien) | Domare: Héber Lopes (Brasilien) |
| 19:45 UTC−6 | 19:45 UTC−6     |         |               |                  | Domare: Héber Lopes (Brasilien) | Domare: Héber Lopes (Brasilien) |
| 19:45 UTC−6 | 19:45 UTC−6     |         |               |                  | Domare: Héber Lopes (Brasilien) | Domare: Héber Lopes (Brasilien) |

|             | 29 januari 2013 | Deportes Iquique                         | 1–1                      | León                            | Estadio Tierra de Campeones, Iquique |                                  |
| 22:00 UTC−3 | 22:00 UTC−3     | Díaz 58′ (str.)                          | (0–0) Rapport            | Arrechea 47′                    | Domare: Antonio Arias (Paraguay)     | Domare: Antonio Arias (Paraguay) |
| 22:00 UTC−3 | 22:00 UTC−3     |                                          |                          |                                 | Domare: Antonio Arias (Paraguay)     | Domare: Antonio Arias (Paraguay) |
| 22:00 UTC−3 | 22:00 UTC−3     | Zenteno Villalobos Ereros Grabinski Díaz | Straffsparksläggning 4–2 | Burbano Montes Vázquez Arrechea | Domare: Antonio Arias (Paraguay)     | Domare: Antonio Arias (Paraguay) |